# Али-паша Гусинский
Али-паша Гусинский, также Али-паша Шабанагич (алб. Ali Pashë Gucia; 1828, Плав, Черногория — 5 марта 1888, Печ, Османская империя) — албанский национальный деятель, один из лидеров Призренской Лиги. Занимал должность каймакама. Командовал албанскими войсками в битве при Новшиче.

## Биография
Родился в 1828 года в городе Гусинье в семье землевладельца Хасан-бея Шабанагича. Окончил тюркоязычное медресе в Пече и военное училище в Стамбуле. В 1845 году был назначен каймакамом Гусинье, ранее этот пост занимал его отец. В 1860-х годах поддержал восстание проживавших на севере племён албанских мусульман, которые бунтовали против реформ эпохи Танзимат.